# 卡累利阿問題

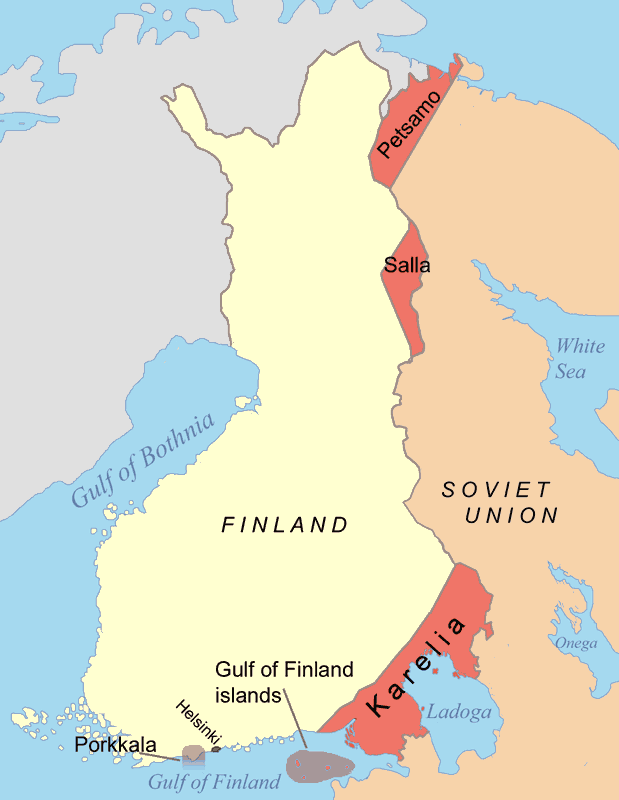
紅色區域為芬蘭割讓給蘇聯的地區。波卡拉於1956年歸還給芬蘭。

卡累利阿問題（芬蘭語：Karjala – kysymys）是關於芬蘭應否收復在冬季戰爭與繼續戰爭後割讓給蘇聯的卡累利阿的主權的政治前途問題。雖然以卡累利阿冠名，這個詞也可以指索回遭割讓佩察莫、部分薩拉和庫薩莫地區以及在芬蘭灣的四個島嶼的主權。卡累利阿問題可以廣泛稱為芬蘭爭取歸還遭割讓領土之意。卡累利阿問題仍然是一個公開辯論的問題，而不是一個政治問題，因為沒有一個政黨明顯支持這樣的想法。

## 歷史

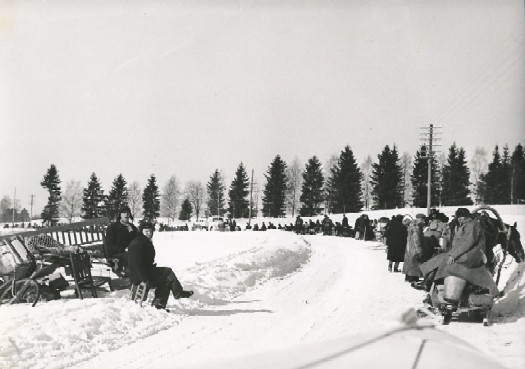
撤離居民從卡累利阿城市穆奥拉（Muolaa）前往芬蘭西部（1940年冬天）

卡累利阿問題始於冬季戰爭後，根據1940年芬蘭與蘇聯在莫斯科簽訂的和平條約，芬蘭割讓卡累利阿于蘇聯。在卡累利阿的多數芬蘭公民被迫撤離該地。雖然在之後的繼續戰爭時芬蘭重新占領卡累利阿使得該地居民漸漸遷回，更一度佔領了東卡累利阿，嚴重影響北方蘇軍的補給線，但在1944年芬苏停战，苏联重新佔領卡累利阿。苏联坚持在被割让地区的居民在10日之内全部迁走。遭驅逐的居民有一部分得到補償。像是農民，可獲得原先農場1/3土地的補償。但至於動產部分則補償的少得多。但所有撤離的家庭都有獲得農場或公寓住宅等。而這些土地都是政府向當地的市府及民營企業徵收的。政府也為了補償所需要的經費而徵收了數年從10%至30%不等的物業稅。因為絕大多數迁徙至芬兰其它部分的撤离者是来自被割让的卡累利阿地区，因此這个問題稱作卡累利阿問題。冬季戰爭結束後，卡累利阿地区的市镇和教区成立卡累利阿联盟（芬蘭語：Karjalan Liitto），負責爭取在芬兰的卡累利阿人的權利。
冷戰時期，卡累利阿出生的芬蘭政治家约翰内斯·维罗莱宁遊說歸還卡累利阿。在1956年蘇聯歸還芬蘭波卡拉半岛時，當時的總統乌尔霍·吉科宁也曾試圖收回領土。然而吉科宁並沒有公開這類的想法，因此該問題在當時並沒有引起廣泛的討論。吉科宁在1972年最后一次提出这个问题，但並沒有成功。而這類的討論在70年代後就消失了。
蘇聯解體後，卡累利阿問題重新浮出檯面。根據芬蘭赫尔辛基日报在2007年8月所報導的文章表示，1991年俄羅斯總統葉爾欽曾經非正式地表示要把被割让的卡累利阿出售給芬蘭，但是这个出售意愿并没有被接受。然而根据很多芬兰政治领袖和当时俄罗斯副总理的说法，當時并没有这样的出售意愿，而仅仅非正式的試探性想法。葉爾欽当时的一个顾问安德烈·费奥多罗夫告诉赫尔辛基日报，说他是俄罗斯政府在1991至1992年间成立的一个小组的成员，这个小组的任务是去计算把卡累利阿售回芬兰的价格。而这个价格是定在1500億美元。根据費奧多羅夫的说法，芬兰总统毛诺·科伊维斯托和外長帕沃·韦于吕宁知道這些非正式性的討論。

## 現今
卡累利阿联盟（芬蘭語：Karjalan Liitto）是從卡累利阿撤離的居民所成立的團體。他们希望卡累利阿在将来某个时候再次成為芬蘭的一部分，但并没有公开要求这点。一些規模較小的组织，如ProKarelia，继续主張以和平方式要求俄羅斯歸還卡累利阿。但並沒有严肃的政黨公開支持這个目标，芬蘭政界普遍認為當初已與蘇聯簽署了和平條約，因此芬蘭並沒有立場要求歸還領土。有个别政治活动家支持歸還卡累利阿，例如欧洲议会议员阿里·瓦塔宁，以及在2006年芬蘭總統大選中的兩位候選人蒂莫·索伊尼和阿尔托·拉赫蒂（Arto Lahti）。在2012年总统选举之前的一场辩论中，蒂莫·索伊尼重申他的观点，如果他当选的话他将推动这个问题的解决。

## 官方反應
俄羅斯及芬蘭官方已多次表示兩國之間並沒有所謂的領土爭端，不過芬蘭的官方立場認為若通過和平談判來改變目前的邊界是可行的，但俄羅斯已經表明無意歸還卡累利阿等芬蘭所割讓的地區。
俄羅斯總統葉爾欽曾在1994年評論「占據芬蘭卡累利阿就是史達林的極權與侵略主義的一個例子」，但在1997年葉爾欽又拒談這個問題。2000年俄羅斯總統普京指出，這類討論可能危及芬蘭與俄羅斯的關係，並接著在2001年表示“改變現有的架構不是最好的問題解決方式”，但可能的解決方法為“一體化及合作”。
1998年芬蘭總統馬爾蒂·阿赫蒂薩里說：“芬蘭的官方立場並沒有要求俄羅斯歸還領土，但俄羅斯想談有關歸還割讓的地區，芬蘭是願意協商的。”其他的政界人士也大多支持這樣的看法。

## 民調以及大眾的看法
根據最新民調顯示，大約26%到38%的芬蘭人贊成以及51%至62%的芬蘭人反對卡累利阿回歸芬蘭。在俄羅斯，人們會把“卡累利阿”一詞聯想到俄羅斯境內的卡累利阿共和國，而不是芬蘭的卡累利阿地區，因此調查十分困難。根據1999年MTV3一項調查顯示，34%的維堡居民支持以及57%反對卡累利阿回歸芬蘭。現今維堡以及其餘割讓地區所成立的卡累利阿共和國的居民其中為芬蘭裔的已佔極少數，幾乎都是蘇聯時代才遷移到該處以及他們的後裔。
許多在卡累利阿出生以及從卡累利阿撤離的民眾都希望卡累利阿成為芬蘭的一部分。根據調查，老年人(65歲以上)，以及青少年(15-25歲)支持卡累利阿回歸芬蘭的想法更勝於上一代當初在冷戰時代成長(25-65歲)的父母世代們。芬蘭前總統毛諾·科伊維斯托也一直針對這個問題進行討論。而支持回歸的也大多是有帶有強烈民族主義的小型右翼團體。

## 問題以及爭議

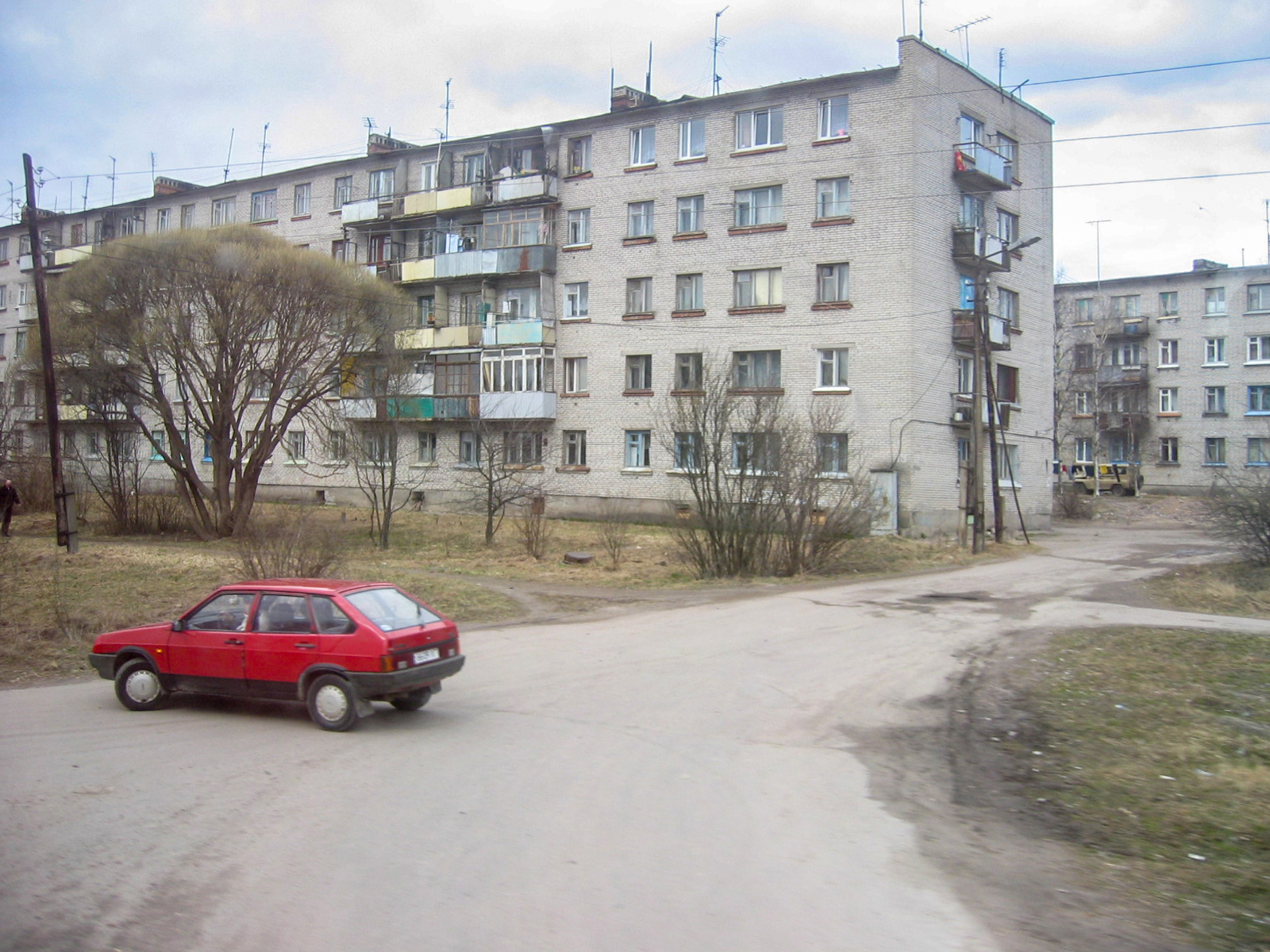
斯韋托戈爾斯克建於蘇聯時代的公寓

### 回歸的代價
反對卡累利阿回歸的一個主要原因是怕這可能會提高芬蘭社會成本的支出。根據赫爾辛基日报所進行的民調顯示，反對卡累利阿回歸的42%的芬蘭人列出这个为最重要的单一原因。俄羅斯一側卡累利阿居民的生活水準遠低於芬蘭的這一邊。比較两国的以購買力平價(PPP)來计算的國內生產總值(GDP)，芬蘭人均是俄羅斯的兩倍。
支持者則認為卡累利阿的回歸並不會帶來極大的國家成本。ProKarelia的調查顯示，該地區有天然的優勢。根據芬蘭的想法，把該地成為與俄羅斯的貿易以及產業中心所帶來的經濟成長足夠解決回歸後所帶來的問題。根據ProKarelia的研究以及阿尔托·拉赫蒂的估計，重建卡累利阿地區所需要的經費為3000億歐元。

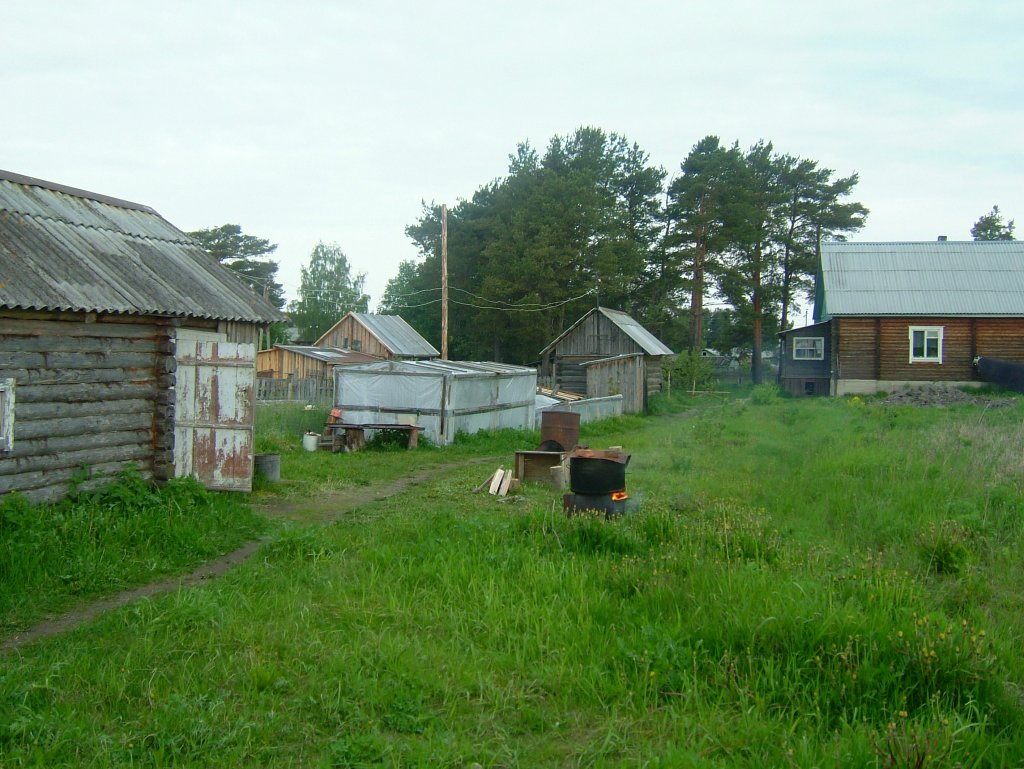
索爾塔瓦拉乡村风景

### 居民人口
目前住在卡累利阿的居民大多是來自烏克蘭、白俄羅斯和俄羅斯的移民以及他們的後裔。卡累利阿的回歸對於這些人的命運將是重大的問題。據赫爾辛基日报民調顯示，14%的人反對卡累利阿的回歸，原因在於這些講俄語的少數居民將可能在芬蘭社會間造成緊張的關係。在2004年，大約有37萬的俄羅斯人居住在該地區。
如果目前卡累利阿居民被允許繼續留在該地，芬蘭將收到數十萬講俄語、以及沒有在芬蘭社會中有生活經驗的公民。為了能夠提供當地人所需要的服務，芬蘭勢必需要更多會講俄語的官員。但在ProKarelia的设想中，大约一半的卡累利阿俄罗斯人应该迁回俄罗斯去，如果芬兰会提供安置费的话更多的俄罗斯人可能会离开该地。 但是大多数的卡累利阿俄语人口是在那里出生且一直生活在该地区，并认为该地区是他们合法的土地。

### 支持机构
下列网站也有英文信息：

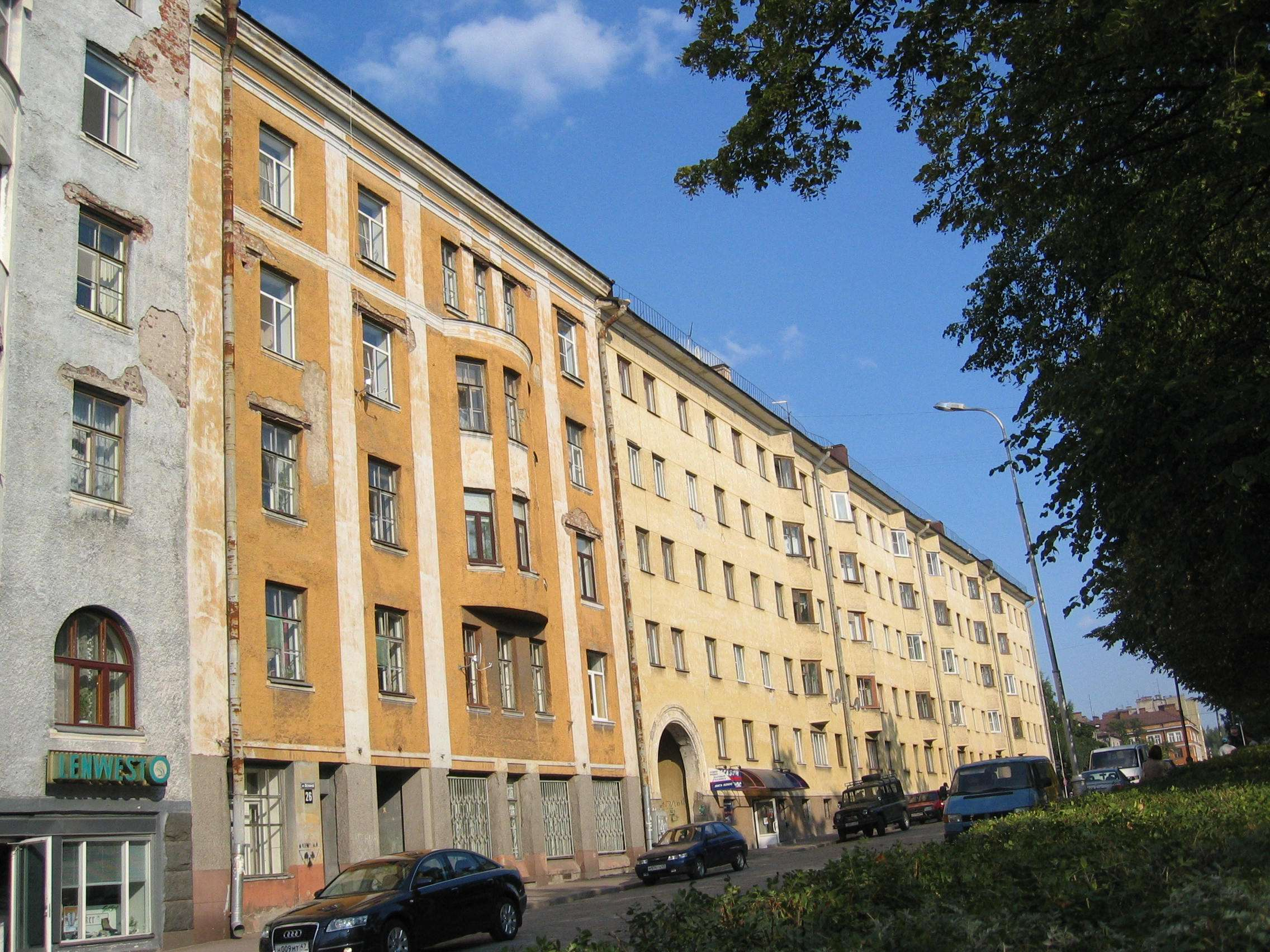
維堡還留下許多當時芬蘭的建築物

- Karjalan Liitto （页面存档备份，存于）
- ProKarelia （页面存档备份，存于）
- Karelia Forum –关注卡累利阿问题的讨论网站

下列网站只有芬兰语信息：
- Aluepalautus ry.
- Tarton Rauha ry. （页面存档备份，存于）
- KareliaKlubi （页面存档备份，存于）
- Kansalaisvetoomus –交还卡累利阿的请愿书